# Jurnee Smollett
Jurnee Diana Smollett, född 1 oktober 1986 i New York, är en amerikansk skådespelerska. Hon började sin karriär genom att medverka i TV-serierna On Our Own och Huset fullt (Full House). Hon har fem syskon, däribland de skådespelande bröderna Jussie och Jake Smollett.
Smollett var mellan 2010 och 2020 gift med musikern Josiah Bell, med vilken hon har en son, född 2016. Parets skilsmässa gick igenom år 2021.

## Filmografi (i urval)
- 1996 – Jack
- 2006 – Värstingarna
- 2020 – Birds of Prey
- 2020 – Lovecraft Country (TV-serie)
- 2022 – Spiderhead
- 2022 – Lou
- 2023 – The Burial
- 2024 – The Order
- 2025 – Smoke (TV-serie)